# Мазиловский пруд
Мази́ловский пруд — искусственный водоём в пойме реки Фильки, расположен в пределах территории района Фили-Давыдково Западного административного округа города Москвы.

## Географическое положение
Мазиловский пруд расположен на западе Москвы, на территории района Фили-Давыдково. С севера от пруда проходит Филёвская линия метро и улица Малая Филёвская, с востока — улица Мазиловская, на юге — жилой квартал по улице Кастанаевская, на западе — зелёная зона долины реки Фильки. На северо-востоке от пруда расположены наземные вестибюли станции метро «Пионерская».

## Описание
Пруд имеет вытянутую с запада на восток форму, длиной 580 м. Ширина в самой широкой, восточной части достигает 115 м. Площадь — 4 га. Берега обустроены и укреплены бетонными плитами, вдоль берега проложена освещённая фонарями прогулочная дорожка, вымощенная брусчаткой. Далее от воды расположены озеленённые откосы высотой до 5-6 м (по северному берегу — посадки тополя, имеется ива ломкая, в том числе шаровидной формы; по южному и восточному берегам — травяные газоны). В западной части пруда, около берега, произрастает рогоз узколистный, относительно редкий в Москве. Наблюдались выводки кряквы. Во время весеннего паводка вода может поступать в пруд с запада по бывшему руслу Фильки, сохранившемуся здесь в ивняке-ракитнике на протяжении 170 м. Сток осуществляется через бетонный колодец и далее через подземный коллектор у юго-восточного берега.

## История

Мазиловский пруд и усадьба Кунцево на фотографии 1870 года.

Путь от Московского Кремля до Звенигорода был удобнее и короче через Арбат и Дорогомилово, нежели через Тверскую заставу и необорудованную переправу у Шелепихи. Соединительная дорога, вымощенная булыжником, прошла через Мазилово и утратила своё значение после прокладки Рублёвского шоссе в начале XX века.
Для того, чтобы беспрепятственно преодолеть непредсказуемую речку Фильку, на ней была построена плотина, в результате чего образовался Мазиловский пруд.
Мазиловский пруд упоминается в Указе царевны Софьи — сводной сестры будущего императора Петра I, по которому усадьба Кунцево, с прилегающими землями, отдавалась в ведение патриарха Московского и всея Руси Иоакима (1689 г.).
Мазиловский пруд отмечен на карте 1797 года.
В честь Мазиловского пруда в деревне Мазилово была названа улица Прудовая (часть современной Малой Филёвской улицы), состоявшая из трёх домов и дачи. Она проходила вдоль берега Мазиловского пруда, начиналась от Школьной улицы и заканчивалась дачей С. А. Леваневского (сейчас ул. Полосухина).
В начале 60-х годов XX века, во время прокладки Филёвской линии метро, Фильку заключили в трубу, старинную плотину разрушили. Для слива воды из Мазиловского пруда устроили новый водовод, отчего зеркало пруда опустилось на 1-1,5 м.
К началу 2000-х годов состояние пруда ухудшилось: вода была загрязнена и заросла тиной, дно покрылось илом, дорожки вдоль берегов разрушились. В связи с этим в сентябре 2009 года Первым заместителем мэра Москвы в Правительстве Москвы П. Бирюковым был утверждён рабочий проект «Капитальный ремонт пруда „Мазиловский“ (район Фили-Давыдково)»:

Проект предусматривает: очистку пруда от иловых отложений; дноуглубление с пригрузкой дна песком d=200 мм; устройство зимовальных ям в ложе водоема; устройство лодочной пристани; реконструкцию донного водовыпуска и водосбросной камеры; устройство подпитывающего водопровода диаметром 100 мм из городской водопроводной сети; полную реконструкцию берегоукрепления; очистку от иловых отложений и мусора водоотводной канавы паводковых расходов; устройство 2 пешеходных мостов через канаву паводкового водовыпуска; прочистку от наносов и ремонт стыков труб коллектора р. Фильки d 2000 мм; замену 2 существующих секций ж. б. труб d 2000 мм коллектора р. Фильки; восстановление озеленения в зоне работ и ряд других работ.
— 

### Этимология
Мазиловский пруд назван по бывшей деревне Мазилово, на территории которой находится.

## Использование
Пруд используется для прогулок вдоль берега, пикников на берегу, любительской рыбалки, катания на водных велосипедах и лодках (в некоторые годы). Купание в пруду официально запрещено, и этот запрет нарушается достаточно редко.

## Мазиловский пруд в кино
В фильме «Точка, точка, запятая» (1972) реж. Александр Митта, были показаны Мазиловский пруд и станция метро «Пионерская».

## Памятник погибшим кунцевчанам

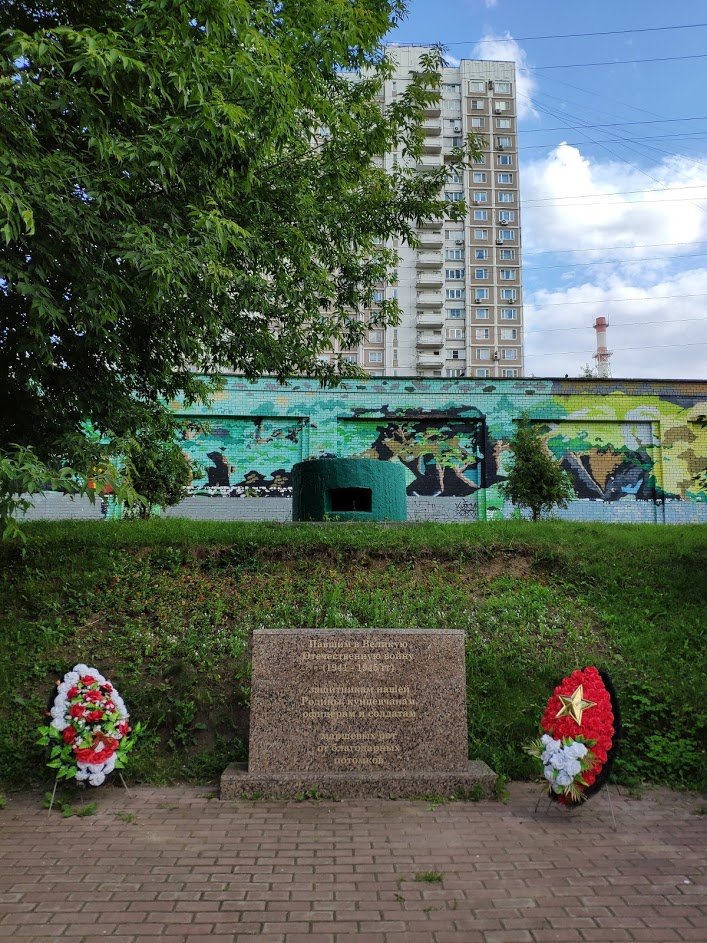
Мемориал погибшим кунцевчанам на Мазиловском пруду.

На северном берегу Мазиловского пруда со времён Великой Отечественной войны сохранялся железобетонный пулемётный колпак. ЖБОТ наряду с противотанковым рвом, проходившим здесь же, являлся частью единой оборонительной линии. В 2013 году, при проведении работ по обустройству дорожек, ЖБОТ пропал, хотя его было запланировано перенести на противоположный берег и сделать частью композиции памятника воинам Великой Отечественной войны.. Специально для памятника, вместо утерянного, был выкопан и перенесён на берег пруда один из семи ЖБОТов, расположенных в Филёвском парке.
5 декабря 2013 года, в День воинской славы России в честь начала контрнаступления советских войск против немецко-фашистских захватчиков в битве под Москвой, на южном берегу Мазиловского пруда прошло торжественное открытие памятника воинам, отдавшим свои жизни в Великой Отечественной войне. Несмотря на открытие, памятник находился в незаконченном виде..
9 мая 2014 г. прошло повторное открытие достроенного памятника. Он представляет собой гранитный обелиск, на котором написано: «Павшим в Великую Отечественную войну (1941—1945 гг) защитникам нашей Родины, кунцевчанам, офицерам и солдатам маршевых рот от благодарных потомков». Вокруг обелиска высажены туи и разбиты цветники. Выше по склону установлен окрашенный в зелёный цвет и отремонтированный ЖБОТ. Перед обелиском вымощена брусчаткой площадка для возложения цветов.